# HD212595
HD212595 — хімічно пекулярна зоря спектрального класу A1, що має видиму зоряну величину в смузі V приблизно  7,4.
Вона  розташована на відстані близько 325,5 світлових років від Сонця.